# Nusaybin
Nusaybin (în limba akkadiană: Naṣibina; greacă: Νίσιβις, Nisibis; arabă: نصيبين; siriacă: ܢܨܝܒܝܢ‎, Niṣībīn; armeană: Մծբին, Mtsbin; kurdă: Nisêbîn) este un oraș din Provincia Mardin, Turcia. În prezent majoritatea populației acestui oraș sunt kurzi, urmașii kurzilor dislocați în zonă în contextul genocidului asirian din 1915.

## Istorie
Menționat pentru prima dată în anul 901 î.Hr, Naṣibina a fost un regat armean cucerit de către regele Asiriei, Adad-nirari al II-lea în anul 896 î.Hr. Prin anul 852 î.Hr, Naṣibina a fost anexat pe deplin de către Imperiul Neo-Asirian și a apărut pe lista provinciilor sale cu un guvernator numit Shamash-Abua. A rămas ca provincie a imperiului până la prăbușirea sa în anul 609/608 î.Hr. Apoi, în anul 536 î.Hr, orașul a fost capturat de către babilonieni, apoi de perși și în cele din urmă de armatele lui Alexandru cel Mare în anul 332 î.Hr. Istoricul grec Plutarh a spus că orașul Nisibis (denumirea grecească a orașului) a fost populat cu spartani. Orașul a intrat imediat sub controlul Romei, la sfârșitul perioade Republicii. 
În perioada Imperiului Roman, orașul Nisibis a fost cucerit și recucerit de numeroase ori în cadrul războaielor dintre romani și perși. Traian l-a cucerit în anul 115 d.Hr, apoi a fost pierdut și recucerit în anul 194 de către Septimius Severus. Ultima bătălie dintre romani și parți s-a dat în anul 217 în apropierea orașului. În anul 260, șahul Shapur I al Imperiului Sasanid a reușit să-i învingă pe romani și să cucerească orașul. Însă, în anul 298, printr-un tratat cu șahul Narseh, provincia Nisibis a fost cedată romanilor. Între anii 360-363, orașul a fost fortificat și întărit datorită poziției sale importante la granița persană, dar în anul 363, după moartea împăratului Iulian Apostatul, Shapur al II-lea a anexat provincia Nisibis Imperiului Sasanid.
La Nisibis, s-a aflat o episcopie creștină încă din anul 300, primul episcop fiind un anume Babu. După conciliul bisericesc din Ctesiphon din anul 410, Episcopia de Nisibis a fost ridicată la rangul de arhiepiscopie mitropolitană cu șase sufragane sau episcopii subordonate. După Conciliul de la Efes din anul 431, Arhiepiscopia din Nisibis a adoptat nestorianismul, afiliindu-se Bisericii Răsăritului sau Bisericii Asiriene a Răsăritului cu sediul la Ctesiphon. De altfel, în secolul al V-lea, la Nisibis se afla a doua cea mai importantă comunitate nestoriană, după cea de la Seleucia-Ctesiphon. O dată cu venirea primilor creștini la Nisibis a fost fondată o renumită școală cu trei departamente: teologie, filozofie și medicină. După cucerirea orașului în anul 363, perșii au transferat școala la Edessa, dar după ce orașul a fost capturat de romani școala a fost desființată și mutată înapoi la Nisibis în 489.
În secolele ce au urmat, o dată cu islamizarea, orașul a trecut succesiv sub controlul mai multor state: Califatul arab, Imperiul Selgiucid și Imperiul Otoman. Până la Primul Război Mondial exista la Nusaybin o mare comunitate de creștini asirieni, evrei și câteva zeci de armeni. În prezent orașul se află pe teritoriul statului modern Turcia la granița cu Siria.